# 크라운베이커리

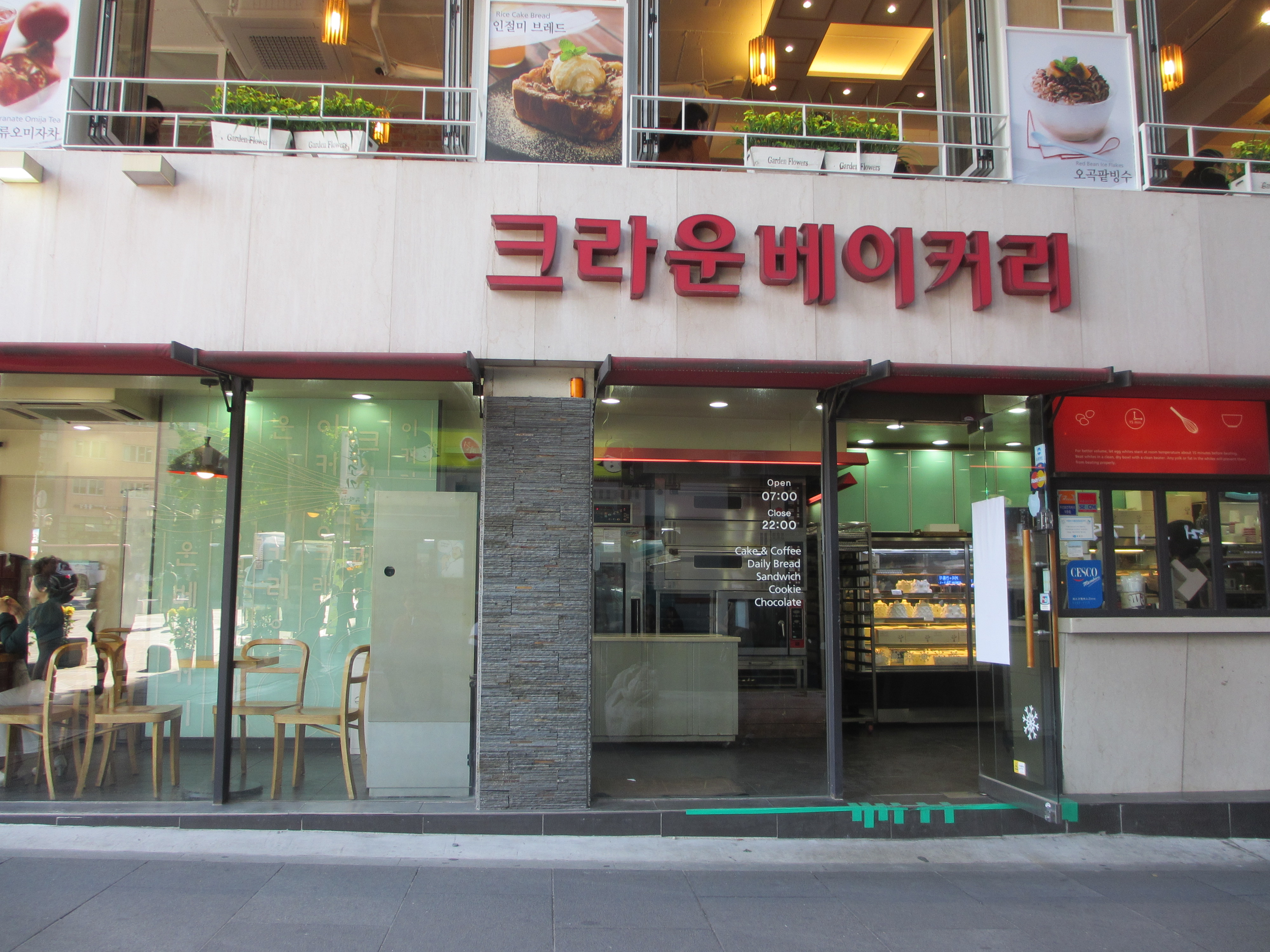
크라운베이커리(안국점)

크라운베이커리(영어: Crown Bakery)는 대한민국의 베이커리 전문점으로 크라운제과에서 출자하여 운영했었다.
1988년 10월 1일 설립한 이래, 1991년 매출업계 1위를 달성하였다. 일본, 중국, 미국 등 해외에도 진출하였지만, 선두 업체인 파리바게뜨와 후발 업체인 뚜레쥬르의 출현과 세월에 따른 서비스 변화부족, 경기 불황으로 인해 지점 수가 줄게 되면서 결국 2013년 9월 30일을 끝으로 남은 매장을 폐쇄하고 역사 속으로 사라졌다.

## 회사정보
- 설립일: 1988년 10월 1일
- 종료일: 2013년 9월 30일
- 대표이사: 장완수
- 자본금: 2,825백만원
- 종업원수: 1250명 (2010년 12월 기준)
- 주요사업: 빵, 케이크, 과자류 재료 도소매